# Bahnstrecke Lanzhou–Xinjiang
| Fernzug auf der Lanxin-Bahnstrecke |                      |                                     |                                     |
| Streckenlänge: | 1892 km              |                                     |                                     |
| Spurweite: | 1435 mm (Normalspur) |                                     |                                     |
| Zweigleisigkeit: | ja                   |                                     |                                     |
| |                      |                                     |                                     |
| \| \| \| Bahnstrecke Lianyungang–Lanzhou \| \| \| \| 0 \| Lanzhou – 兰州 \| Lanzhou – 兰州 \| \| \| \| Bahnstrecke Lanzhou–Agan \| \| \| \| \| Schnellfahrstrecke Xuzhou–Lanzhou \| \| \| \| 8 \| Lanzhou West – 兰州西 \| Lanzhou West – 兰州西 \| \| \| \| Schnellfahrstrecke Lanzhou–Xinjiang \| \| \| \| 18 \| Chenquanying – 陈官营 \| Chenquanying – 陈官营 \| \| \| \| nach Yingchuanbao \| \| \| \| \| Fuli – 福利 \| \| \| \| 25 \| Xigu Stadt – 西固城 \| Xigu Stadt – 西固城 \| \| \| \| nach Lanzhou Nord u. Lanzhou Flgh. \| \| \| \| 35 \| Podixia – 坡底下 \| Podixia – 坡底下 \| \| \| \| \| \| \| \| \| Lanzhou Dongchuan \| \| \| \| 42 \| Hekou Süd – 河口南 \| Hekou Süd – 河口南 \| \| \| \| Bahnstrecke Lanzhou–Qinghai \| \| \| \| \| Gelber Fluss \| \| \| \| \| von Lanzhou Nord \| \| \| \| \| Zhoujiazhuang \| \| \| \| 58 \| Dalu – 大路 \| Dalu – 大路 \| \| \| 66 \| Xintunchuan – 新屯川 \| Xintunchuan – 新屯川 \| \| \| 82 \| Longquansi – 龙泉寺 \| Longquansi – 龙泉寺 \| \| \| \| von Industriegebiet \| \| \| \| \| Bahnstrecke Majiaping–Zhongchuan \| \| \| \| 95 \| Majiaping – 马家坪 \| Majiaping – 马家坪 \| \| \| \| Bahnstrecke Wuwei Ost–Yinchuan \| \| \| \| \| von Industriegebiet \| \| \| \| 111 \| Yongdeng – 永登 \| Yongdeng – 永登 \| \| \| \| nach Industriegebiet \| \| \| \| 117 \| Zhongbao – 中堡 \| Zhongbao – 中堡 \| \| \| 138 \| Fuqiangbao – 富强堡 \| Fuqiangbao – 富强堡 \| \| \| \| Tianzhu – 天祝 \| \| \| \| 152 \| Shimenhe – 石门河 \| Shimenhe – 石门河 \| \| \| \| Bahnstrecke Wuwei Ost–Yinchuan \| \| \| \| 166 \| Dachaigou – 打柴沟 \| Dachaigou – 打柴沟 \| \| \| \| Wushaoling-Tunnel (20.050 m) \| \| \| \| 224 \| Longgou – 龙沟 \| Longgou – 龙沟 \| \| \| \| Bahnstrecke Wuwei Ost–Yinchuan \| \| \| \| 231 \| Liujiatei – 柳家台 \| Liujiatei – 柳家台 \| \| \| \| \| \| \| \| \| Bahnstrecke Wuwei Ost–Yinchuan \| \| \| \| 244 \| Gulang – 古浪 \| Gulang – 古浪 \| \| \| \| Bahnstrecke Wuwei Ost–Yinchuan \| \| \| \| 269 \| Huangyang – 黄羊镇 \| Huangyang – 黄羊镇 \| \| \| 282 \| Toubahe – 头坝河 \| Toubahe – 头坝河 \| \| \| \| Bahnstrecke Wuwei–Gantang \| \| \| \| 290 \| Wuwei Süd – 武威南 \| Wuwei Süd – 武威南 \| \| \| 303 \| Wuwei – 武威 \| Wuwei – 武威 \| \| \| 310 \| Beihe – 北河 \| Beihe – 北河 \| \| \| 319 \| Huai’an – 槐安 \| Huai’an – 槐安 \| \| \| 328 \| Jieheba – 截河坝 \| Jieheba – 截河坝 \| \| \| 377 \| Jinchang – 金昌 \| Jinchang – 金昌 \| \| \| \| nach Hongerkuang \| \| \| \| 405 \| Yushi – 玉石 \| Yushi – 玉石 \| \| \| 450 \| Daqingjangkou – 大青阳口 \| Daqingjangkou – 大青阳口 \| \| \| 467 \| Malianjing – 马莲井 \| Malianjing – 马莲井 \| \| \| \| von Industriegebiet \| \| \| \| \| Shandan – 山丹 \| \| \| \| 518 \| Dongle – 东乐 \| Dongle – 东乐 \| \| \| 526 \| Xitun – 西屯 \| Xitun – 西屯 \| \| \| 547 \| Zhangye – 张掖 \| Zhangye – 张掖 \| \| \| \| nach Zhangye Elektrizitätswerk \| \| \| \| 566 \| Pingyuanbao – 平原堡 \| Pingyuanbao – 平原堡 \| \| \| 584 \| Linze – 临泽 \| Linze – 临泽 \| \| \| \| Schnellfahrstrecke Lanzhou–Xinjiang \| \| \| \| 619 \| Gaotai – 高台 \| Gaotai – 高台 \| \| \| 632 \| Wutongquan – 梧桐泉 \| Wutongquan – 梧桐泉 \| \| \| 652 \| Xusanwan – 许三湾 \| Xusanwan – 许三湾 \| \| \| 670 \| Tunsheng – 屯升 \| Tunsheng – 屯升 \| \| \| 684 \| Qingshui – 清水 \| Qingshui – 清水 \| \| \| \| Qingshui West – 清水西 \| \| \| \| \| ehem. Bahnstrecke Qingshui–Dongfeng \| \| \| \| 706 \| Shangheqing – 上河清 \| Shangheqing – 上河清 \| \| \| 726 \| Hongshanbao – 红山堡 \| Hongshanbao – 红山堡 \| \| \| \| Bahnstrecke Jiuquan–Ejin \| \| \| \| \| von Industriegebiet \| \| \| \| 748 \| Jiuquan – 酒泉 \| Jiuquan – 酒泉 \| \| \| \| Schnellfahrstrecke Lanzhou–Xinjiang \| \| \| \| \| Schnellfahrstrecke Lanzhou–Xinjiang \| \| \| \| \| \| \| \| \| \| Bahnstrecke Jiayuguan–Ceke \| \| \| \| 770 \| Jiayuguan – 嘉峪关 \| Jiayuguan – 嘉峪关 \| \| \| \| Bahnstrecke Jiayuguan–Jingtieshan \| \| \| \| \| Schnellfahrstrecke Lanzhou–Xinjiang \| \| \| \| 792 \| Heishanhu – 黑山湖 \| Heishanhu – 黑山湖 \| \| \| 803 \| Yumen Ost – 玉门东 \| Yumen Ost – 玉门东 \| \| \| \| \| \| \| \| \| Baiyanghe – 白杨河 \| \| \| \| \| Yumen Süd – 玉门南 \| \| \| \| 830 \| Yaoquanzi – 腰泉子 \| Yaoquanzi – 腰泉子 \| \| \| 850 \| Wuhuashuan – 五华山 \| Wuhuashuan – 五华山 \| \| \| \| \| \| \| \| 880 \| Diwopu – 低窝铺 \| Diwopu – 低窝铺 \| \| \| \| Schnellfahrstrecke Lanzhou–Xinjiang \| \| \| \| \| Militärkaserne Yumen \| \| \| \| 902 \| Yumen Haupt- und Schnellfahrstrecke \| Yumen Haupt- und Schnellfahrstrecke \| \| \| \| \| \| \| \| \| Schnellfahrstrecke Lanzhou–Xinjiang \| \| \| \| 912 \| Junken – 军垦 \| Junken – 军垦 \| \| \| 925 \| Shulehe – 疏勒河 \| Shulehe – 疏勒河 \| \| \| 950 \| Qiaowan – 桥湾 \| Qiaowan – 桥湾 \| \| \| 971 \| Lioguo – 柳沟 \| Lioguo – 柳沟 \| \| \| \| Dunhuangbahn von Dunhuang \| \| \| \| 996 \| Anbei – 安北 \| Anbei – 安北 \| \| \| 1020 \| Shibandun – 石板墩 \| Shibandun – 石板墩 \| \| \| 1044 \| Xiakou – 峡口 \| Xiakou – 峡口 \| \| \| 1067 \| Liuyuan – 柳园 \| Liuyuan – 柳园 \| \| \| 1104 \| Daquan – 大泉 \| Daquan – 大泉 \| \| \| 1126 \| Zhaodong – 照东 \| Zhaodong – 照东 \| \| \| 1153 \| Hongliuhe – 红柳河 \| Hongliuhe – 红柳河 \| \| \| \| Güterbahnstrecke Naomaohu–Hongliuhe \| \| \| \| \| Schnellfahrstrecke Lanzhou–Xinjiang \| \| \| \| 1197 \| Weiya – 尾亚 \| Weiya – 尾亚 \| \| \| \| Schnellfahrstrecke Lanzhou–Xinjiang \| \| \| \| 1207 \| Jingxia – 景峡 \| Jingxia – 景峡 \| \| \| 1219 \| Sitian – 思甜 \| Sitian – 思甜 \| \| \| \| Yamansu – 雅满苏 \| \| \| \| \| Schnellfahrstrecke Lanzhou–Xinjiang \| \| \| \| \| \| \| \| \| 1242 \| Shankou – 山口 \| Shankou – 山口 \| \| \| \| Schnellfahrstrecke Lanzhou–Xinjiang \| \| \| \| 1262 \| Yandun – 烟墩 \| Yandun – 烟墩 \| \| \| 1301 \| Hongqicun – 红旗村 \| Hongqicun – 红旗村 \| \| \| \| Bahnstrecke Ejin–Kumul von Linhe \| \| \| \| \| Kumul Ost – 哈密东 \| \| \| \| \| Honguang – 红光 \| \| \| \| \| Schnellfahrstrecke Lanzhou–Xinjiang \| \| \| \| 1339 \| Kumul Haupt- und Schnellfahrstrecke \| Kumul Haupt- und Schnellfahrstrecke \| \| \| \| Kumul Süd – 哈密南 \| \| \| \| \| Güterstrecke Kumul–Lop Nor \| \| \| \| \| Schnellfahrstrecke Lanzhou–Xinjiang \| \| \| \| \| \| \| \| \| 1352 \| Huoshiquan – 火石泉 \| Huoshiquan – 火石泉 \| \| \| 1368 \| Toubao – 头堡 \| Toubao – 头堡 \| \| \| 1398 \| Liushuquan - 柳树泉 \| Liushuquan - 柳树泉 \| \| \| \| nach Industriegebiet Yizhou u. a. \| \| \| \| 1426 \| Yaziquan – 雅子泉 \| Yaziquan – 雅子泉 \| \| \| 1455 \| Liaodun – 了墩 \| Liaodun – 了墩 \| \| \| 1496 \| Shisanjianfang – 十三间房 \| Shisanjianfang – 十三间房 \| \| \| 1512 \| Dabu – 大步 \| Dabu – 大步 \| \| \| 1537 \| Hongtai – 红台 \| Hongtai – 红台 \| \| \| 1549 \| Xiacaohu – 小草湖 \| Xiacaohu – 小草湖 \| \| \| 1578 \| Hongqikan – 红旗坎 \| Hongqikan – 红旗坎 \| \| \| \| Tuha \| \| \| \| \| Piqan \| \| \| \| \| Hongshankou – 红山口 \| \| \| \| 1648 \| Bage – 巴哥 \| Bage – 巴哥 \| \| \| 1663 \| Huoyanshan – 火焰山 \| Huoyanshan – 火焰山 \| \| \| 1696 \| Qiquanhu – 七泉湖 \| Qiquanhu – 七泉湖 \| \| \| \| von Industriegebiet \| \| \| \| 1708 \| Meiyaogou – 煤窑沟 \| Meiyaogou – 煤窑沟 \| \| \| 1737 \| Xiaputulei – 夏普吐勒 \| Xiaputulei – 夏普吐勒 \| \| \| \| \| \| \| \| 1749 \| Turpan – 吐鲁番 \| Turpan – 吐鲁番 \| \| \| \| Xinjiang-Südbahn nach Kaschgar \| \| \| \| 1780 \| Tianshan – 天山 \| Tianshan – 天山 \| \| \| \| \| \| \| \| 1802 \| Dabancheng – 达坂城 \| Dabancheng – 达坂城 \| \| \| \| Schnellfahrstrecke Lanzhou–Xinjiang \| \| \| \| 1827 \| Yanhu – 盐湖 \| Yanhu – 盐湖 \| \| \| 1859 \| Sangezhuang – 三葛庄 \| Sangezhuang – 三葛庄 \| \| \| \| nach Militärgebiet Wulabo \| \| \| \| 1873 \| Jijicaozi – 芨芨槽子 \| Jijicaozi – 芨芨槽子 \| \| \| 1883 \| Wulabo – 乌拉泊 \| Wulabo – 乌拉泊 \| \| \| \| Schnellfahrstrecke Lanzhou–Xinjiang \| \| \| \| \| \| \| \| \| 1892 \| Ürümqi Süd – 乌鲁木齐南 \| Ürümqi Süd – 乌鲁木齐南 \| \| \| \| Xinjiang-Nordbahn nach Dostyk \| \| |                      |                                     |                                     |
| Strecke |                      | Bahnstrecke Lianyungang–Lanzhou     | Bahnstrecke Lianyungang–Lanzhou     |
| Bahnhof | 0                    | Lanzhou – 兰州                      | Lanzhou – 兰州                      |
| Abzweig geradeaus und von links |                      | Bahnstrecke Lanzhou–Agan            | Bahnstrecke Lanzhou–Agan            |
| Abzweig geradeaus und von links |                      | Schnellfahrstrecke Xuzhou–Lanzhou   | Schnellfahrstrecke Xuzhou–Lanzhou   |
| Bahnhof | 8                    | Lanzhou West – 兰州西               | Lanzhou West – 兰州西               |
| Abzweig geradeaus und nach links |                      | Schnellfahrstrecke Lanzhou–Xinjiang | Schnellfahrstrecke Lanzhou–Xinjiang |
| Bahnhof | 18                   | Chenquanying – 陈官营               | Chenquanying – 陈官营               |
| Abzweig geradeaus und nach rechts |                      | nach Yingchuanbao                   | nach Yingchuanbao                   |
| Bahnhof |                      | Fuli – 福利                         | Fuli – 福利                         |
| Bahnhof | 25                   | Xigu Stadt – 西固城                 | Xigu Stadt – 西固城                 |
| Abzweig geradeaus, nach rechts und von rechts |                      | nach Lanzhou Nord u. Lanzhou Flgh.  | nach Lanzhou Nord u. Lanzhou Flgh.  |
| Bahnhof | 35                   | Podixia – 坡底下                    | Podixia – 坡底下                    |
| Abzweig geradeaus und nach links · Strecke von rechts |                      |                                     |                                     |
| Abzweig geradeaus und von links · Bahnhof rechts |                      | Lanzhou Dongchuan                   | Lanzhou Dongchuan                   |
| Bahnhof | 42                   | Hekou Süd – 河口南                  | Hekou Süd – 河口南                  |
| Abzweig geradeaus und nach links |                      | Bahnstrecke Lanzhou–Qinghai         | Bahnstrecke Lanzhou–Qinghai         |
| Brücke über Wasserlauf |                      | Gelber Fluss                        | Gelber Fluss                        |
| Abzweig geradeaus und von rechts |                      | von Lanzhou Nord                    | von Lanzhou Nord                    |
| Bahnhof |                      | Zhoujiazhuang                       | Zhoujiazhuang                       |
| Bahnhof | 58                   | Dalu – 大路                         | Dalu – 大路                         |
| Bahnhof | 66                   | Xintunchuan – 新屯川                | Xintunchuan – 新屯川                |
| Bahnhof | 82                   | Longquansi – 龙泉寺                 | Longquansi – 龙泉寺                 |
| Abzweig geradeaus und von rechts |                      | von Industriegebiet                 | von Industriegebiet                 |
| Abzweig geradeaus und von rechts |                      | Bahnstrecke Majiaping–Zhongchuan    | Bahnstrecke Majiaping–Zhongchuan    |
| Bahnhof | 95                   | Majiaping – 马家坪                  | Majiaping – 马家坪                  |
| Kreuzung geradeaus unten |                      | Bahnstrecke Wuwei Ost–Yinchuan      | Bahnstrecke Wuwei Ost–Yinchuan      |
| Abzweig geradeaus und von rechts |                      | von Industriegebiet                 | von Industriegebiet                 |
| Bahnhof | 111                  | Yongdeng – 永登                     | Yongdeng – 永登                     |
| Abzweig geradeaus und nach rechts |                      | nach Industriegebiet                | nach Industriegebiet                |
| Bahnhof | 117                  | Zhongbao – 中堡                     | Zhongbao – 中堡                     |
| Bahnhof | 138                  | Fuqiangbao – 富强堡                 | Fuqiangbao – 富强堡                 |
| Bahnhof |                      | Tianzhu – 天祝                      | Tianzhu – 天祝                      |
| Abzweig geradeaus und nach links · Kopfbahnhof Streckenende und quer | 152                  | Shimenhe – 石门河                   | Shimenhe – 石门河                   |
| Kreuzung geradeaus unten |                      | Bahnstrecke Wuwei Ost–Yinchuan      | Bahnstrecke Wuwei Ost–Yinchuan      |
| Bahnhof | 166                  | Dachaigou – 打柴沟                  | Dachaigou – 打柴沟                  |
| Tunnel |                      | Wushaoling-Tunnel (20.050 m)        | Wushaoling-Tunnel (20.050 m)        |
| Bahnhof | 224                  | Longgou – 龙沟                      | Longgou – 龙沟                      |
| Kreuzung geradeaus unten · Strecke von rechts |                      | Bahnstrecke Wuwei Ost–Yinchuan      | Bahnstrecke Wuwei Ost–Yinchuan      |
| Bahnhof · Strecke | 231                  | Liujiatei – 柳家台                  | Liujiatei – 柳家台                  |
| Strecke von links · Kreuzung geradeaus unten · Strecke nach rechts |                      |                                     |                                     |
| Strecke nach links · Kreuzung geradeaus unten |                      | Bahnstrecke Wuwei Ost–Yinchuan      | Bahnstrecke Wuwei Ost–Yinchuan      |
| Bahnhof | 244                  | Gulang – 古浪                       | Gulang – 古浪                       |
| Kreuzung geradeaus unten |                      | Bahnstrecke Wuwei Ost–Yinchuan      | Bahnstrecke Wuwei Ost–Yinchuan      |
| Bahnhof | 269                  | Huangyang – 黄羊镇                  | Huangyang – 黄羊镇                  |
| Bahnhof | 282                  | Toubahe – 头坝河                    | Toubahe – 头坝河                    |
| Abzweig geradeaus und von rechts |                      | Bahnstrecke Wuwei–Gantang           | Bahnstrecke Wuwei–Gantang           |
| Bahnhof | 290                  | Wuwei Süd – 武威南                  | Wuwei Süd – 武威南                  |
| Bahnhof | 303                  | Wuwei – 武威                        | Wuwei – 武威                        |
| Bahnhof | 310                  | Beihe – 北河                        | Beihe – 北河                        |
| Bahnhof | 319                  | Huai’an – 槐安                      | Huai’an – 槐安                      |
| Bahnhof | 328                  | Jieheba – 截河坝                    | Jieheba – 截河坝                    |
| Bahnhof | 377                  | Jinchang – 金昌                     | Jinchang – 金昌                     |
| Abzweig geradeaus und nach rechts |                      | nach Hongerkuang                    | nach Hongerkuang                    |
| Bahnhof | 405                  | Yushi – 玉石                        | Yushi – 玉石                        |
| Bahnhof | 450                  | Daqingjangkou – 大青阳口            | Daqingjangkou – 大青阳口            |
| Bahnhof | 467                  | Malianjing – 马莲井                 | Malianjing – 马莲井                 |
| Abzweig geradeaus und von links |                      | von Industriegebiet                 | von Industriegebiet                 |
| Bahnhof |                      | Shandan – 山丹                      | Shandan – 山丹                      |
| Bahnhof | 518                  | Dongle – 东乐                       | Dongle – 东乐                       |
| Bahnhof | 526                  | Xitun – 西屯                        | Xitun – 西屯                        |
| Bahnhof | 547                  | Zhangye – 张掖                      | Zhangye – 张掖                      |
| Abzweig geradeaus und nach rechts |                      | nach Zhangye Elektrizitätswerk      | nach Zhangye Elektrizitätswerk      |
| Bahnhof | 566                  | Pingyuanbao – 平原堡                | Pingyuanbao – 平原堡                |
| Bahnhof | 584                  | Linze – 临泽                        | Linze – 临泽                        |
| Kreuzung geradeaus oben |                      | Schnellfahrstrecke Lanzhou–Xinjiang | Schnellfahrstrecke Lanzhou–Xinjiang |
| Bahnhof | 619                  | Gaotai – 高台                       | Gaotai – 高台                       |
| Bahnhof | 632                  | Wutongquan – 梧桐泉                 | Wutongquan – 梧桐泉                 |
| Bahnhof | 652                  | Xusanwan – 许三湾                   | Xusanwan – 许三湾                   |
| Bahnhof | 670                  | Tunsheng – 屯升                     | Tunsheng – 屯升                     |
| Bahnhof | 684                  | Qingshui – 清水                     | Qingshui – 清水                     |
| Bahnhof |                      | Qingshui West – 清水西              | Qingshui West – 清水西              |
| Abzweig geradeaus und ehemals nach rechts |                      | ehem. Bahnstrecke Qingshui–Dongfeng | ehem. Bahnstrecke Qingshui–Dongfeng |
| Bahnhof | 706                  | Shangheqing – 上河清                | Shangheqing – 上河清                |
| Bahnhof | 726                  | Hongshanbao – 红山堡                | Hongshanbao – 红山堡                |
| Abzweig geradeaus und von rechts |                      | Bahnstrecke Jiuquan–Ejin            | Bahnstrecke Jiuquan–Ejin            |
| Abzweig geradeaus und von rechts |                      | von Industriegebiet                 | von Industriegebiet                 |
| Bahnhof | 748                  | Jiuquan – 酒泉                      | Jiuquan – 酒泉                      |
| Strecke |                      | Schnellfahrstrecke Lanzhou–Xinjiang | Schnellfahrstrecke Lanzhou–Xinjiang |
| Abzweig geradeaus und nach links · Kreuzung geradeaus oben |                      | Schnellfahrstrecke Lanzhou–Xinjiang | Schnellfahrstrecke Lanzhou–Xinjiang |
| Strecke nach links · Abzweig geradeaus und von rechts |                      |                                     |                                     |
| Abzweig geradeaus und von rechts |                      | Bahnstrecke Jiayuguan–Ceke          | Bahnstrecke Jiayuguan–Ceke          |
| Bahnhof | 770                  | Jiayuguan – 嘉峪关                  | Jiayuguan – 嘉峪关                  |
| Kreuzung geradeaus oben und rechts |                      | Bahnstrecke Jiayuguan–Jingtieshan   | Bahnstrecke Jiayuguan–Jingtieshan   |
| Kreuzung geradeaus unten |                      | Schnellfahrstrecke Lanzhou–Xinjiang | Schnellfahrstrecke Lanzhou–Xinjiang |
| Bahnhof | 792                  | Heishanhu – 黑山湖                  | Heishanhu – 黑山湖                  |
| Bahnhof | 803                  | Yumen Ost – 玉门东                  | Yumen Ost – 玉门东                  |
| Abzweig geradeaus und nach links · Strecke von rechts |                      |                                     |                                     |
| Strecke · Bahnhof |                      | Baiyanghe – 白杨河                  | Baiyanghe – 白杨河                  |
| Strecke · Kopfbahnhof Streckenende |                      | Yumen Süd – 玉门南                  | Yumen Süd – 玉门南                  |
| Bahnhof | 830                  | Yaoquanzi – 腰泉子                  | Yaoquanzi – 腰泉子                  |
| Bahnhof | 850                  | Wuhuashuan – 五华山                 | Wuhuashuan – 五华山                 |
| Strecke von links · Abzweig geradeaus, nach rechts und von rechts |                      |                                     |                                     |
| Strecke · Bahnhof | 880                  | Diwopu – 低窝铺                     | Diwopu – 低窝铺                     |
| Kreuzung geradeaus unten · Abzweig geradeaus und von rechts |                      | Schnellfahrstrecke Lanzhou–Xinjiang | Schnellfahrstrecke Lanzhou–Xinjiang |
| Betriebs-/Güterbahnhof Streckenende · Strecke |                      | Militärkaserne Yumen                | Militärkaserne Yumen                |
| Bahnhof | 902                  | Yumen Haupt- und Schnellfahrstrecke | Yumen Haupt- und Schnellfahrstrecke |
| Strecke von links · Abzweig geradeaus und nach rechts |                      |                                     |                                     |
| Strecke nach links · Kreuzung geradeaus unten |                      | Schnellfahrstrecke Lanzhou–Xinjiang | Schnellfahrstrecke Lanzhou–Xinjiang |
| Bahnhof | 912                  | Junken – 军垦                       | Junken – 军垦                       |
| Bahnhof | 925                  | Shulehe – 疏勒河                    | Shulehe – 疏勒河                    |
| Bahnhof | 950                  | Qiaowan – 桥湾                      | Qiaowan – 桥湾                      |
| Bahnhof | 971                  | Lioguo – 柳沟                       | Lioguo – 柳沟                       |
| Abzweig geradeaus und nach links |                      | Dunhuangbahn von Dunhuang           | Dunhuangbahn von Dunhuang           |
| Bahnhof | 996                  | Anbei – 安北                        | Anbei – 安北                        |
| Bahnhof | 1020                 | Shibandun – 石板墩                  | Shibandun – 石板墩                  |
| Bahnhof | 1044                 | Xiakou – 峡口                       | Xiakou – 峡口                       |
| Bahnhof | 1067                 | Liuyuan – 柳园                      | Liuyuan – 柳园                      |
| Bahnhof | 1104                 | Daquan – 大泉                       | Daquan – 大泉                       |
| Bahnhof | 1126                 | Zhaodong – 照东                     | Zhaodong – 照东                     |
| Bahnhof | 1153                 | Hongliuhe – 红柳河                  | Hongliuhe – 红柳河                  |
| Abzweig geradeaus und nach rechts |                      | Güterbahnstrecke Naomaohu–Hongliuhe | Güterbahnstrecke Naomaohu–Hongliuhe |
| Strecke von links · Kreuzung geradeaus unten |                      | Schnellfahrstrecke Lanzhou–Xinjiang | Schnellfahrstrecke Lanzhou–Xinjiang |
| Strecke · Bahnhof | 1197                 | Weiya – 尾亚                        | Weiya – 尾亚                        |
| Strecke nach links · Kreuzung geradeaus oben |                      | Schnellfahrstrecke Lanzhou–Xinjiang | Schnellfahrstrecke Lanzhou–Xinjiang |
| Bahnhof | 1207                 | Jingxia – 景峡                      | Jingxia – 景峡                      |
| Bahnhof | 1219                 | Sitian – 思甜                       | Sitian – 思甜                       |
| Strecke · Betriebs-/Güterbahnhof Streckenanfang |                      | Yamansu – 雅满苏                    | Yamansu – 雅满苏                    |
| Strecke · Kreuzung geradeaus oben |                      | Schnellfahrstrecke Lanzhou–Xinjiang | Schnellfahrstrecke Lanzhou–Xinjiang |
| Abzweig geradeaus und von links · Strecke nach rechts |                      |                                     |                                     |
| Bahnhof | 1242                 | Shankou – 山口                      | Shankou – 山口                      |
| Kreuzung geradeaus unten |                      | Schnellfahrstrecke Lanzhou–Xinjiang | Schnellfahrstrecke Lanzhou–Xinjiang |
| Bahnhof | 1262                 | Yandun – 烟墩                       | Yandun – 烟墩                       |
| Bahnhof | 1301                 | Hongqicun – 红旗村                  | Hongqicun – 红旗村                  |
| Abzweig geradeaus und von rechts |                      | Bahnstrecke Ejin–Kumul von Linhe    | Bahnstrecke Ejin–Kumul von Linhe    |
| Bahnhof |                      | Kumul Ost – 哈密东                  | Kumul Ost – 哈密东                  |
| Kopfbahnhof Streckenanfang und quer · Abzweig geradeaus, nach links und von rechts · Strecke von rechts |                      | Honguang – 红光                     | Honguang – 红光                     |
| Abzweig geradeaus und von rechts · Strecke |                      | Schnellfahrstrecke Lanzhou–Xinjiang | Schnellfahrstrecke Lanzhou–Xinjiang |
| Bahnhof · Strecke | 1339                 | Kumul Haupt- und Schnellfahrstrecke | Kumul Haupt- und Schnellfahrstrecke |
| Strecke · Bahnhof |                      | Kumul Süd – 哈密南                  | Kumul Süd – 哈密南                  |
| Strecke · Abzweig geradeaus und nach links |                      | Güterstrecke Kumul–Lop Nor          | Güterstrecke Kumul–Lop Nor          |
| Abzweig geradeaus und nach links · Kreuzung geradeaus unten |                      | Schnellfahrstrecke Lanzhou–Xinjiang | Schnellfahrstrecke Lanzhou–Xinjiang |
| Abzweig geradeaus und von links · Strecke nach rechts |                      |                                     |                                     |
| Bahnhof | 1352                 | Huoshiquan – 火石泉                 | Huoshiquan – 火石泉                 |
| Bahnhof | 1368                 | Toubao – 头堡                       | Toubao – 头堡                       |
| Bahnhof | 1398                 | Liushuquan - 柳树泉                 | Liushuquan - 柳树泉                 |
| Abzweig geradeaus und nach rechts |                      | nach Industriegebiet Yizhou u. a.   | nach Industriegebiet Yizhou u. a.   |
| Bahnhof | 1426                 | Yaziquan – 雅子泉                   | Yaziquan – 雅子泉                   |
| Bahnhof | 1455                 | Liaodun – 了墩                      | Liaodun – 了墩                      |
| Bahnhof | 1496                 | Shisanjianfang – 十三间房           | Shisanjianfang – 十三间房           |
| Bahnhof | 1512                 | Dabu – 大步                         | Dabu – 大步                         |
| Bahnhof | 1537                 | Hongtai – 红台                      | Hongtai – 红台                      |
| Bahnhof | 1549                 | Xiacaohu – 小草湖                   | Xiacaohu – 小草湖                   |
| Bahnhof | 1578                 | Hongqikan – 红旗坎                  | Hongqikan – 红旗坎                  |
| Bahnhof |                      | Tuha                                | Tuha                                |
| Bahnhof |                      | Piqan                               | Piqan                               |
| Bahnhof |                      | Hongshankou – 红山口                | Hongshankou – 红山口                |
| Bahnhof | 1648                 | Bage – 巴哥                         | Bage – 巴哥                         |
| Bahnhof | 1663                 | Huoyanshan – 火焰山                 | Huoyanshan – 火焰山                 |
| Bahnhof | 1696                 | Qiquanhu – 七泉湖                   | Qiquanhu – 七泉湖                   |
| Abzweig geradeaus und von rechts |                      | von Industriegebiet                 | von Industriegebiet                 |
| Bahnhof | 1708                 | Meiyaogou – 煤窑沟                  | Meiyaogou – 煤窑沟                  |
| Bahnhof | 1737                 | Xiaputulei – 夏普吐勒               | Xiaputulei – 夏普吐勒               |
| |                      |                                     |                                     |
| Bahnhof | 1749                 | Turpan – 吐鲁番                     | Turpan – 吐鲁番                     |
| Abzweig geradeaus und nach links |                      | Xinjiang-Südbahn nach Kaschgar      | Xinjiang-Südbahn nach Kaschgar      |
| Bahnhof | 1780                 | Tianshan – 天山                     | Tianshan – 天山                     |
| Tunnel |                      |                                     |                                     |
| Bahnhof | 1802                 | Dabancheng – 达坂城                 | Dabancheng – 达坂城                 |
| Kreuzung geradeaus unten |                      | Schnellfahrstrecke Lanzhou–Xinjiang | Schnellfahrstrecke Lanzhou–Xinjiang |
| Bahnhof | 1827                 | Yanhu – 盐湖                        | Yanhu – 盐湖                        |
| Bahnhof | 1859                 | Sangezhuang – 三葛庄                | Sangezhuang – 三葛庄                |
| Abzweig geradeaus und nach links |                      | nach Militärgebiet Wulabo           | nach Militärgebiet Wulabo           |
| Bahnhof | 1873                 | Jijicaozi – 芨芨槽子                | Jijicaozi – 芨芨槽子                |
| Bahnhof | 1883                 | Wulabo – 乌拉泊                     | Wulabo – 乌拉泊                     |
| Kreuzung geradeaus unten · Strecke von rechts |                      | Schnellfahrstrecke Lanzhou–Xinjiang | Schnellfahrstrecke Lanzhou–Xinjiang |
| Abzweig geradeaus und von links · Strecke nach rechts |                      |                                     |                                     |
| Bahnhof | 1892                 | Ürümqi Süd – 乌鲁木齐南             | Ürümqi Süd – 乌鲁木齐南             |
| Strecke |                      | Xinjiang-Nordbahn nach Dostyk       | Xinjiang-Nordbahn nach Dostyk       |

Die Bahnstrecke Lanzhou–Xinjiang, kurz Lanxin-Eisenbahn (chinesisch 兰新铁路, uigurisch لەنجۇ - شىنجاڭ تۆمۈريولى), ist eine 1892 km lange Eisenbahnstrecke im Nordwesten der Volksrepublik China. Sie verbindet den Bahnhof Lanzhou in der Hauptstadt der Provinz Gansu und den Bahnhof Ürümqi Süd in der Hauptstadt des Uigurischen Autonomen Gebiets Xinjiang. Im weiteren Sinne wird unter dem Begriff auch die gesamte 2.415 Kilometer lange Strecke von Lanzhou bis zur kasachisch-chinesischen Grenze, d. h. einschließlich der Xinjiang-Nordbahn verstanden. Die Bahnstrecke ist Teil der Neuen eurasischen Kontinentalbrücke, oder neuen Seidenstraße, einer Eisenbahnstrecke von China bis Rotterdam in den Niederlanden.
In Ergänzung zur in den 1950er und 1960er Jahren erbauten Lanxin-Bahn wurde in den Jahren 2010 bis 2016 eine Hochgeschwindigkeitsstrecke zwischen Ürümqi und Lanzhou, die Lanxin-Schnellfahrstrecke (兰新铁路第二双线), erbaut. Die Streckenführung beider Eisenbahnstrecken unterscheidet sich im östlichen Abschnitt zwischen Lanzhou und Linze erheblich. Von Linze nach Ürümqi laufen die beiden Bahnstrecken im Wesentlichen nebeneinander. Sie kreuzen sich mehrfach.
In Ürümqi Südbahnhof schließt sich die Xinjiang-Nordbahn in Richtung Dostyk (Kasachstan) an. In Lanzhou setzt sich die Strecke als Bahnstrecke Lianyungang–Lanzhou in Richtung Jiangsu fort. Außerdem besteht in Lanzhou Anschluss in Richtung Ningxia, Qinghai und Xuzhou.

## Verlauf
Die Lanxin-Bahn beginnt in der Stadt Lanzhou und verläuft Richtung Nordnordwesten. Sie überquert den Gelben Fluss und durchquert das Wushaoling-Gebirge in einer Höhe von 2600 Metern im 20 Kilometer langen, 2006 eröffneten Wushaoling-Tunnel. Anschließend verläuft sie nördlich des Qilian-Gebirges durch den Hexi-Korridor Richtung Nordwesten. Größere Städte an der Strecke sind Gulang, Wuwei und Zhangye. Zwischen Lanzhou und Wuwei unterfährt die Lanxin-Bahn die parallele Bahnstrecke Wuwei Ost–Yinchuan mehrmals. In Linze kreuzt die Schnellfahrstrecke die Lanxin-Bahn. Die Strecke verläuft am Jiayuguan-Pass am westlichen Ende der Chinesischen Mauer vorbei. Nordwestlich davon werden die Städte Jiuquan und Yumen erreicht und der Shule-Fluss am südlichen Fuß des Mazong-Gebirges überquert. In Yumen besteht ein gemeinsamer Bahnhof mit der Hochgeschwindigkeitsstrecke. Nach Überquerung des Hongliu-Flusses wird Xinjiang erreicht, wo die Bahnstrecke Richtung Westen am Südrand des Tianshan (Himmelsgebirges) verläuft. Größere Städte in diesem Abschnitt sind Kumul (chin. Hami) und Turpan. In Turpan zweigt die Xinjiang-Südbahn ab. Nach Überquerung des Tianshan bei Dabancheng wird Ürümqi erreicht.

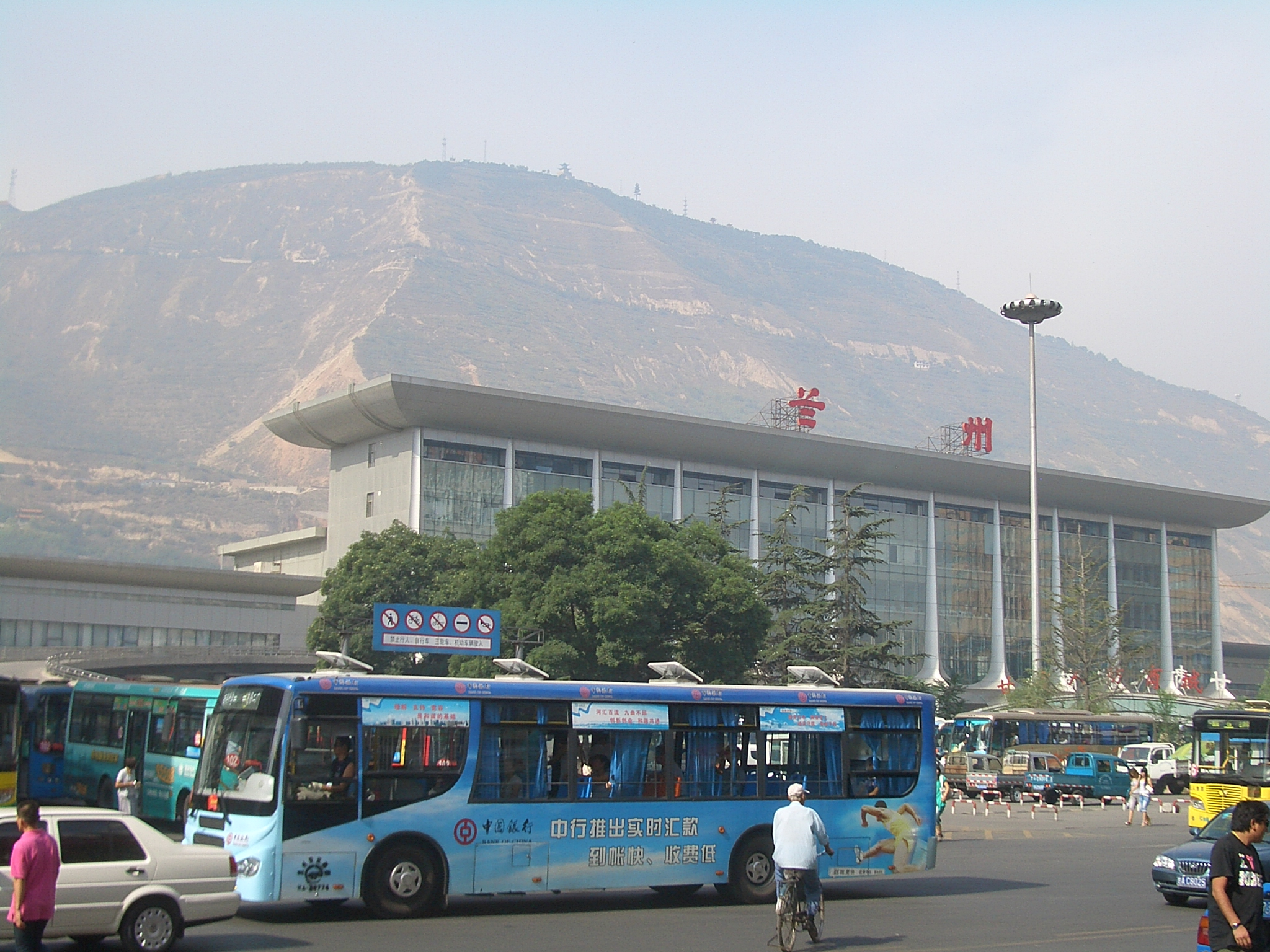
Lanzhou Hauptbahnhof
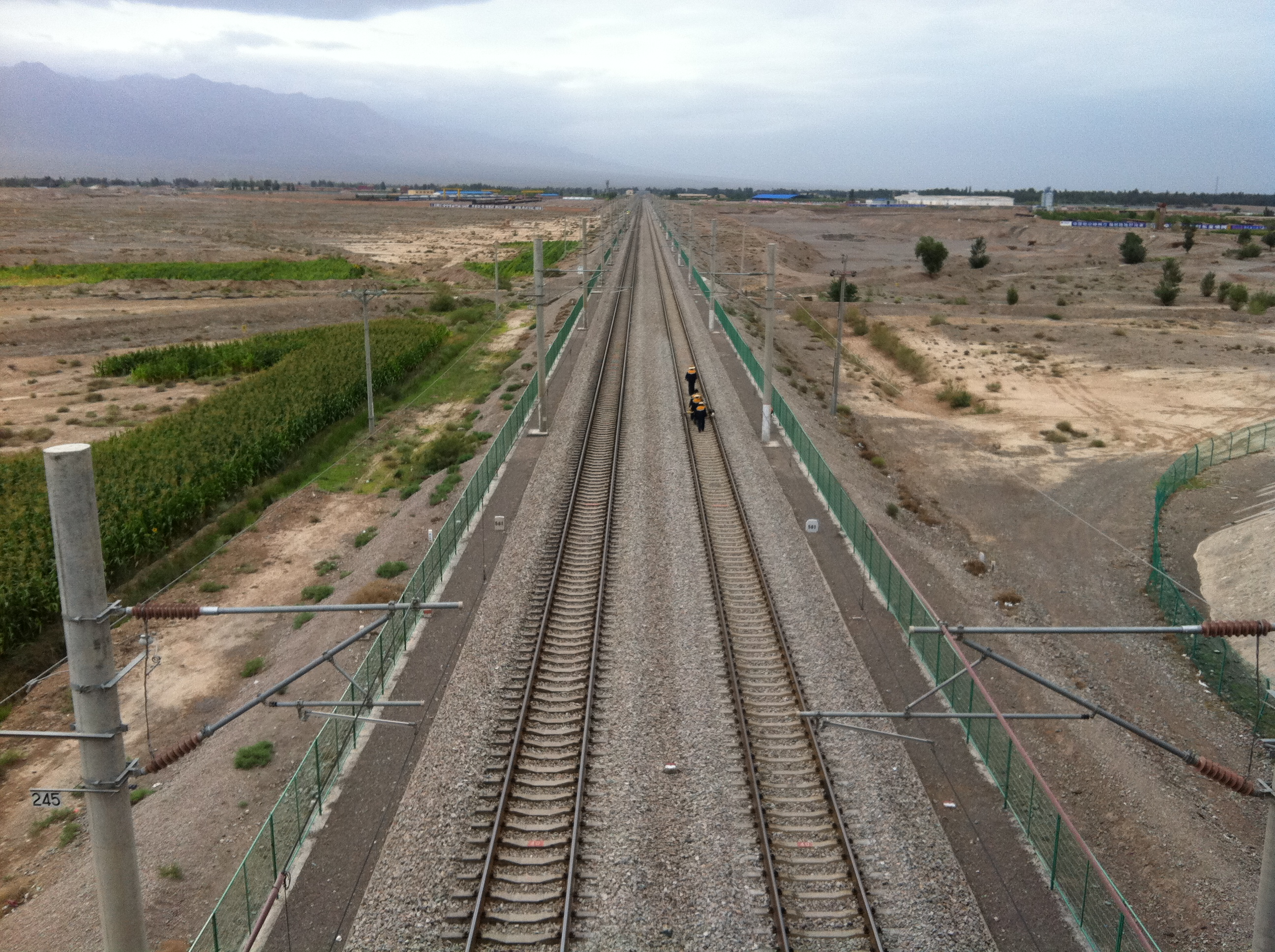
Strecke nahe bei Linze
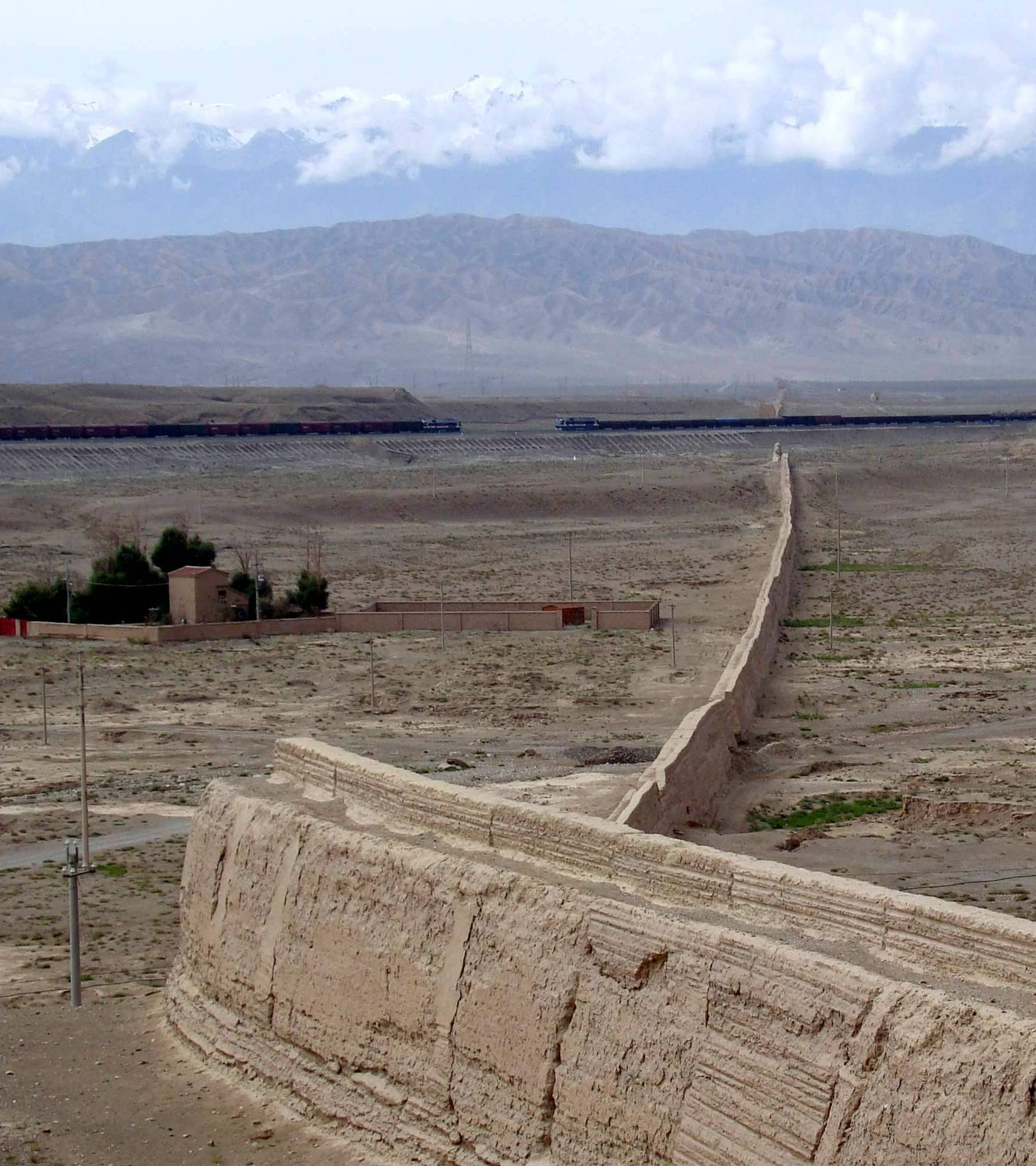
Lanxin-Linie am Jiayuguan-Pass
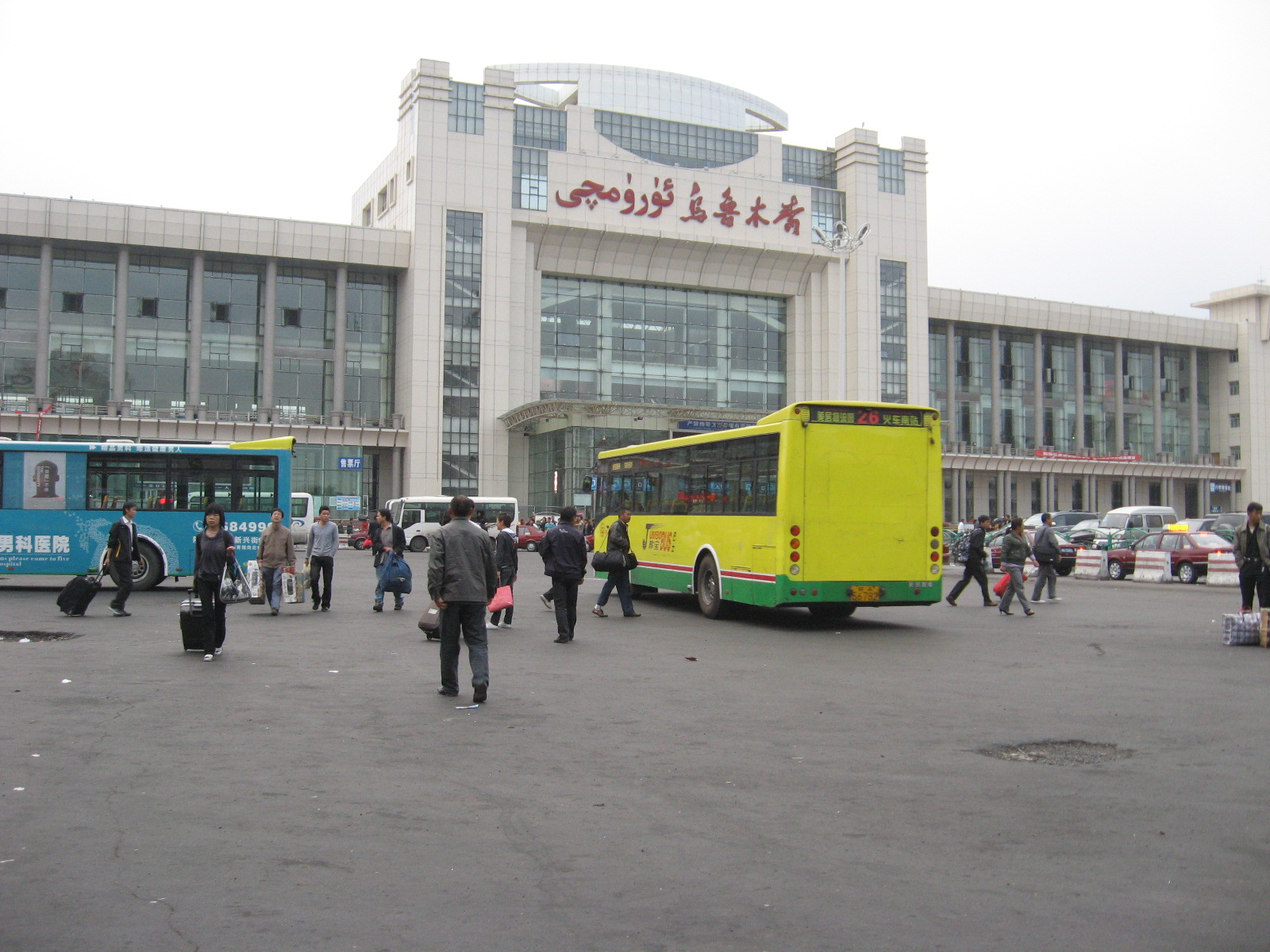
Bahnhof Ürümqi-Süd

## Baugeschichte
Die Spurweite beträgt 1435 mm (Normalspur). Die Streckenlänge beträgt 1892 Kilometer (bis Ürümqi Südbahnhof) bzw. 1.903 Kilometer (bis Ürümqi Hauptbahnhof). Die Lanxin-Bahn ist die längste Bahnstrecke in der Volksrepublik China. Die Strecke wird von der chinesischen Eisenbahngesellschaft China Railway betrieben. Seit der Fertigstellung des Wushaoling-Tunnels im Jahr 2006 ist die Strecke auf ganzer Länge zweigleisig befahrbar. Seit Jahresbeginn 2013 ist sie voll elektrifiziert.

Abschnitte der Lanxin-Strecke mit besonders starken Winden

Die Lanzhou-Xinjiang-Eisenbahn wurde von 1952 bis 1962 erbaut. Der Grundstein wurde am  1. Oktober 1952 in Lanzhou  gelegt und am 9. Dezember 1962 wurde Ürümqi erreicht. Der Bau fand unter sehr schwierigen Bedingungen statt, da sich die Volksrepublik China damals noch in einen niedrigen industriellen Entwicklungsstand befand und durch die wirtschaftlichen Experimente Mao Zedongs, insbesondere den katastrophalen „Großen Sprung nach vorn“ zusätzlich geschwächt wurde. Während des Streckenbaus wurden insgesamt 110,83 Millionen Kubikmeter Erdbauarbeiten erbracht und 33 Tunnel sowie 1.117 Brücken erbaut. Die Strecke führte durch ausgedehnte Wüsten und Hochgebirge. Ein großes Problem beim Streckenbau und bei der späteren Streckennutzung stellten die extremen klimatischen Bedingungen dar. Beispielsweise werden in Turpan Höchsttemperaturen bis annähernd 50 °C erreicht, während die niedrigsten Temperaturen in Ürümqi bei −41 °C liegen. Zum anderen waren sehr starke Winde entlang der Strecke ein Problem. In einzelnen Abschnitten werden Windgeschwindigkeiten von bis zu 60 m/s erreicht, besonders zwischen den Haltebahnhöfen Kumul und Turpan. Die Streckenabschnitte mit starken Winden können nur mit stark reduzierter Zuggeschwindigkeit befahren werden. Zwischen 1960 und 2022 gab es nach unvollständigen offiziellen Angaben mindestens 38 Unfälle, die durch Wind oder Sand verursacht wurden. In 21 Fällen entgleiste ein Zug durch direkte Windeinwirkung und Wagons kippten um. In acht Fällen führten Sandverwehungen zur Entgleisung. Insgesamt wurden in dieser Statistik 134 entgleiste Wagons aufgrund Windeinwirkung erfasst.